# Bandera de Texas
La bandera de Texas, coneguda com la "Lone Star Flag" ("Bandera de l'Estrella Solitària"), fou adoptada oficialment pel Congrés de la República de Texas el 24 de gener de 1839 i esdevingué, a partir de 1845, la bandera oficial de l'estat quan aquest s'uní als Estats Units. La bandera està dividida en tres parts diferenciades:
- Una franja blava vertical, situada al costat de l'asta, amb una amplada igual a 1/3 del total de la bandera i que simbolitza la lleialtat. Al seu centre hi destaca una estrella de cinc puntes blanca, símbol de la llibertat.
- Una franja horitzontal blanca, símbol de la puresa.
- Una franja horitzontal vermella, situada sota l'anterior, i que simbolitza la valentia dels texans.

Al llarg de la història però, Texas ha vist hissades diverses banderes: Espanya, França, Mèxic, els Estats Confederats d'Amèrica, la República de Texas i els Estats Units han declarat al llarg del temps la sobirania sobre el territori.

## Banderes similars
- La bandera de Texas és força semblant a la bandera de Xile, apareguda per primer cop l'any 1817. La franja blava però, no ocupa tota l'alçada de la bandera, sinó només la meitat superior; la franja vermella ocupa així tota l'amplada de la bandera.

- La bandera de Carolina del Nord és també similar a la bandera texana. L'estructura d'aquesta, apareguda 47 anys més tard que la de Texas, és idèntica tot i que gira els colors de les franges horitzontals. A més, l'estrella de la franja blava és més petita i està envoltada de dues inscripcions i les inicials N i C.

- L'estructura de la bandera de Guinea Bissau és idèntica a la bandera de Texas, tot i que els colors són diferents.